# Gabriel Louis de Saint-Victor
Pour les articles homonymes, voir Saint-Victor.
Gabriel Louis de Saint Victor
Gabriel Louis de Saint Victor est un homme politique français né le 24 mars 1824 à Lyon (Rhône) et décédé le 12 mars 1893 à Rome (Italie). Il a été député du Rhône (1871-1876), et a fondé le journal Décentralisation dans les années 1860.
Royaliste, il exerça pendant longtemps les fonctions d'attaché politique auprès du Comte de Chambord, qui le désigna comme "exécuteur de ses ordres et dispositions" auprès des groupements royalistes d'Ile-de-France.
Viticulteur, il est président du comice agricole de Tarare, et fonde l'Union du Sud-Est et des 

Syndicats agricoles. Il est lauréat de la prime d'honneur du ministère de l'agriculture et du commerce en 1869 et en 1877. 
"M. de Saint Victor stimule incessamment [ses fermiers] dans la voie du progrès, par la suite du droit qu'il s'est réservé, dans les baux, de diriger leurs cultures et d'y introduire tous les perfectionnements désirables." 

Extrait de la prime d'honneur de 1869 
Il est élu en 1880 membre de la Société Nationale d'Agriculture de France.

## Sources
1. ↑  « L'Univers », sur Gallica, 30 mars 1893 (consulté le 27 juin 2025)
2. ↑  France Ministère de l'agriculture et du commerce (1869-1881) Auteur du texte, « Les Primes d'honneur, les médailles de spécialités et les prix d'honneur des fermes-écoles décernés dans les concours régionaux en ... », sur Gallica, 1869 (consulté le 27 juin 2025)
3. ↑  « La Gazette de France », sur Gallica, 24 mars 1893 (consulté le 27 juin 2025)

- « Gabriel Louis de Saint-Victor », dans Adolphe Robert et Gaston Cougny, Dictionnaire des parlementaires français, Edgar Bourloton, 1889-1891 [détail de l’édition]
- « Gabriel Louis de Saint-Victor », dans le Dictionnaire des parlementaires français (1889-1940), sous la direction de Jean Jolly, PUF, 1960 [détail de l’édition]